# Academia (editură din Cehia)
Academia este o editură și o librărie cehă înființată în 1953 de Academia Cehoslovacă de Științe⁠(d) (ČSAV). Începând cu 2007 este un departament al Centrului pentru activități comune al Academiei Cehe de Științe, instituție publică de cercetare înființată de Academia Cehă de Științe (AV ČR).
Sediul editurii este Casa Wiehl nr. 792 din Piața Wenceslas din Praga 1. O placă memorială amplasată pe clădirea librăriei amintește că această casă a fost donată de arhitectul Antonín Wiehl către Academia Cehă de Științe și Arte.

## Nume
Între anii 1955 și 1965 editura a purtat denumirea Nakladatelství Československé akademie věd („Editura Academiei de Științe a Cehoslovaciei, prescurtată Nakladatelství ČSAV și abreviată sub acronimul NČAV). În 1966 a primit actuala denumire Academia, fiind înregistrată în anii 1966-1992 ca Academia, nakladatelství Československé akademie věd (Academia, editura Academiei de Științe a Cehoslovaciei), prescurtată Academia, nakladatelství ČSAV. În urma divizării în 1992 a Academiei Cehoslovace de Științe în Academia Cehă de Științe și Academia Slovacă de Științe, a avut loc o modificare a numelui mai lung în Academia, nakladatelství Akademie věd České republiky (Academia, editura Academiei de Științe a Republicii Cehe), prescurtată Academia, nakladatelství AV ČR. Pentru a distinge editura de librărie se folosesc denumirile Nakladatelství Academia și Knihkupectví Academia.

## Orientare editorială

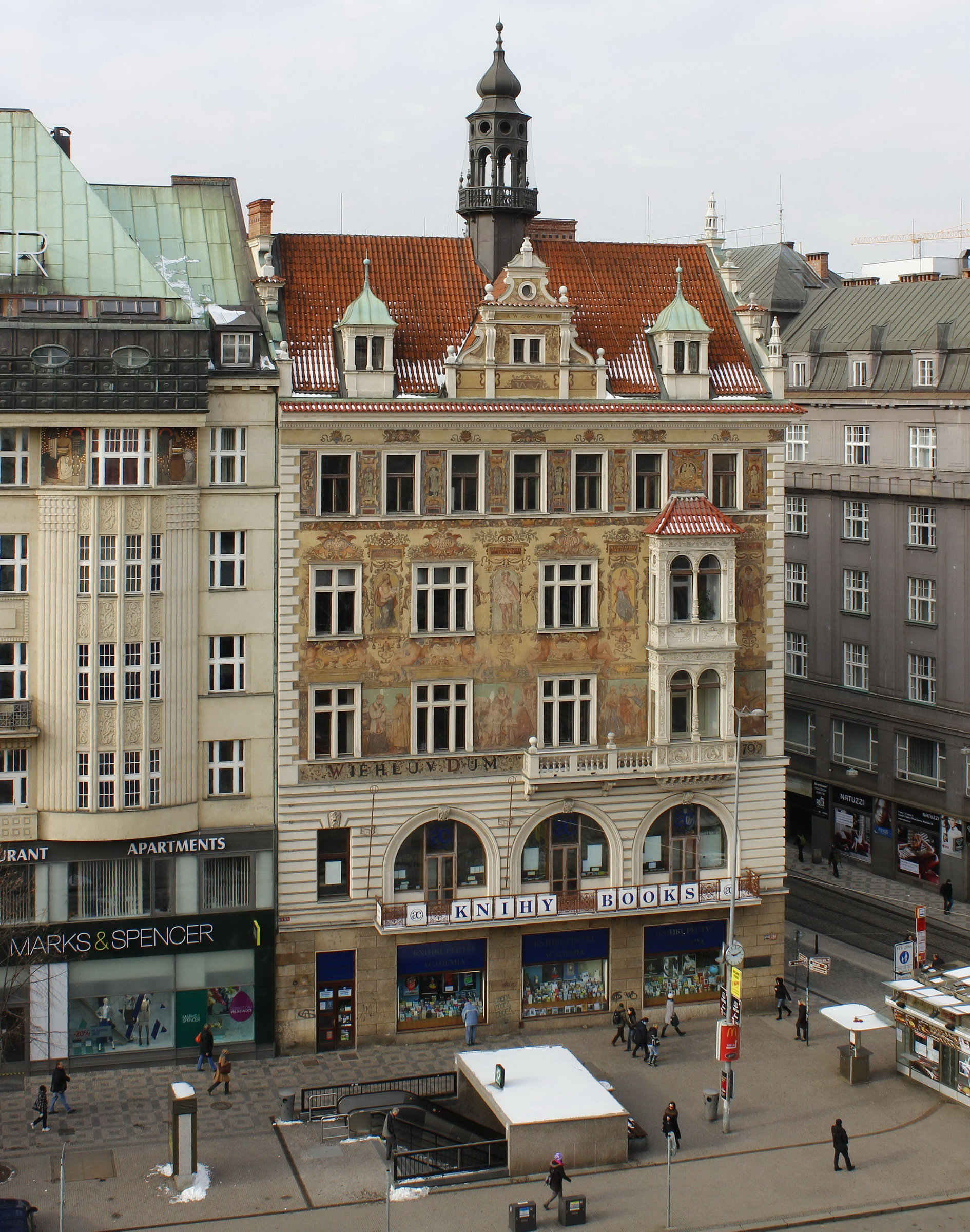
Casa Wiehl

Editura Academia este specializată în publicarea de monografii științifice originale, lucrări ale oamenilor de știință cehi și traduceri ale operelor unor importanți autori străini. De asemenea, ea publică enciclopedii, dicționare, manuale de învățare a limbilor străine sau manuale universitare, dar și ficțiunile de bună calitate. Principalele colecții publicate sunt Atlasy a Průvodce, Paměť, Historie, Šťastné zítřky, Gerstner, Galileo și altele. Editura publică populara revista științifică Živa și administrează rețeaua librăriei Academia de la Praga și Brno și a centrelor culturale și literare din Ostrava și České Budějovice. Ea organizează, de asemenea, în mod regulat diverse evenimente culturale. 
Grupul țintă al editurii Academiei este format în principal din cititori profesioniști: studenți și pedagogi. 

## Legături externe
- stránky časopisu ŽIVA
- oficiální stránka nakladatelství
- Knihy jsou nenahraditelné, stejně jako lžíce, kladivo či kolo, tvrdí Umberto Eco | art.ihned.cz - Knihy Budou papírové knihy dál existovat? Úvaha ředitele Nakladatelství Academia Jiřího Padevěta nad knihou Umberta Eca
- FB Profilul Facebook al editurii Academia
- Academia pe Twitter
- Antonín Wiehl na ArchiWebu
- Antonín Wiehl v encyklopedii Kdo byl kdo Arhivat în 1 aprilie 2020, la Wayback Machine.
- Antonín Wiehl na ArchiWebu
- Wiehlův dům na serveru PIS Arhivat în 9 martie 2010, la Wayback Machine.